# Polymnie
Cet article concerne la muse grecque. Pour la planète mineure, voir (33) Polymnie.
Cet article concerne la muse grecque. Pour l’île des Seychelles, voir Île Polymnie.
Dans la mythologie grecque, Polymnie ou  Polhymnie (en grec ancien Πολυμνία / Polymnía ou Πολύμνια / Polymnia) est la Muse de la Rhétorique, donc de l'éloquence. On lui prêtait la faculté d'inspirer les aèdes et auteurs des poèmes et des récits les plus admirables. Elle est couronnée de fleurs, quelquefois de perles et de pierreries, avec des guirlandes autour d'elle, et habillée de blanc. Sa main droite est en action comme pour haranguer. Elle tient de la main gauche tantôt un sceptre, tantôt un rouleau sur lequel est écrit le mot latin suadere (persuader). Elle est la fille de Mnémosyne et Zeus.

## Évocations antiques

### Dans l’œuvre de Platon
Dans Le Banquet, Platon fait entendre des voix différentes pour parler d'amour, et de beauté, qui sont affaires du Bien. Dans ce dialogue, Éros est représenté différemment en fonction des personnages du dialogue. Dans le Phèdre, Éros est une divinité primordiale, « celui qui fait le plus de bien aux hommes, il inspire de l'audace, « est le plus ancien, le plus auguste, et le plus capable de rendre l’homme vertueux et heureux durant sa vie et après sa mort ». Pausanias fait la distinction entre deux amours et relations sexuelles. Comme il y a deux Aphrodite, l'Aphrodite céleste, plus âgée, née d'Ouranos, et l'Aphrodite née du mâle et de la femelle, Zeus et Dioné, plus jeune et appelée Aphrodite triviale ou populaire ; il y a deux Éros, un Éros populaire, « c’est l’amour qui règne parmi les gens du commun. Ils aiment sans choix, non moins les femmes que les jeunes gens, plutôt le corps que l’âme, ils n’aspirent qu’à la jouissance ; pourvu qu’ils y parviennent, peu leur importe par quels moyens » et un Éros fidèle, qui « ne recherche que les jeunes gens », qui n'aime que le sexe masculin, « naturellement plus fort et plus intelligent ». Suit un éloge de l'amour vertueux, fidèle, non attaché au corps. Faisant parler Éryximaque, Platon approuve la distinction des deux Éros faite par Pausanias et la complète : l'Éros ne réside pas seulement dans l'âme mais aussi dans la beauté, « dans les corps de tous les animaux, dans les productions de la terre, en un mot, dans tous les êtres ». L'Éros légitime et céleste est celui de la muse Uranie. « Mais pour celui de Polymnie, qui est l'Éros vulgaire, on ne doit le favoriser qu’avec une grande réserve, en sorte que l’agrément qu’il procure ne puisse jamais porter au dérèglement ».

### Dans l’œuvre de Diodore de Sicile
Dans Bibliothèque historique, rédigée en grec au Ier siècle av. J.-C., Diodore de Sicile évoque combien les grandes louanges de Polymnie donne de la distinction aux écrivains dont les œuvres ont conquis une renommée immortelle.

## Évocations modernes

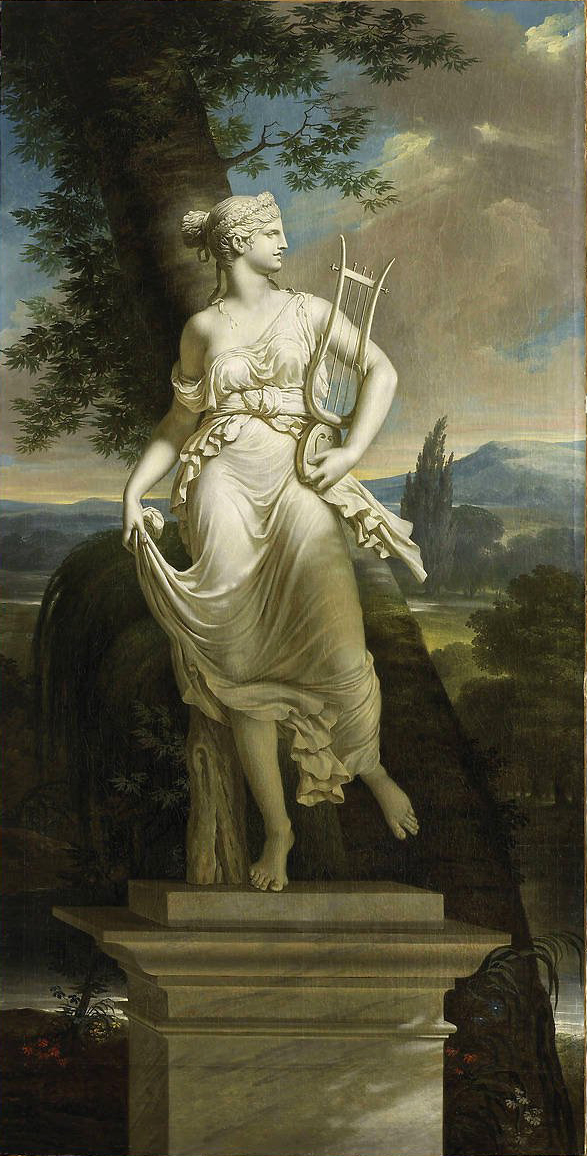
Charles Meynier, Statue de Polymnie sur fond de paysage,
(musée de la Révolution française).

### Dans l’œuvre de Dante
Elle est nommément évoquée avec le groupe des muses au chant XXIII du Paradis de la Divine Comédie de Dante, où il est dit qu'elle et ses sœurs ont nourri de leur lait les récits modernes du passé.

### Dans l’œuvre de Claudel
Muse du Chant, Polymnie est utilisée dans la poésie, comme dans ce poème de Paul Claudel, dans la première des Cinq Grandes Odes : « Et maintenant, Polymnie, ô toi qui te tiens au milieu de tes sœurs, enveloppée dans ton long voile comme une cantatrice, / Accoudée sur l'autel, accoudée sur le pupitre, / C'est assez attendu, maintenant tu peux attaquer le chant nouveau ! maintenant je puis entendre ta voix, ô mon unique ! »